# Axenyllodes marci
Axenyllodes marci is een springstaartensoort uit de familie van de Odontellidae. De wetenschappelijke naam van de soort is voor het eerst geldig gepubliceerd in 1996 door Thibaud & Peja.